# Řečany nad Labem
Řečany nad Labem település Csehországban, a Pardubicei járásban. Řečany nad Labem Trnávka, Semín, Přelouč, Kladruby nad Labem és Zdechovice településekkel határos. Lakosainak száma 1421 fő (2024. január 1.).

## Népesség
A település lakosságának változását az alábbi diagram mutatja:
| Lakosok száma | 771  | 770  | 953  | 992  | 1354 | 1387 | 1358 | 1360 | 1383 | 1421 |
|               | 1869 | 1890 | 1921 | 1950 | 1980 | 2001 | 2017 | 2019 | 2022 | 2024 |